# Moschusloris (Gattung)

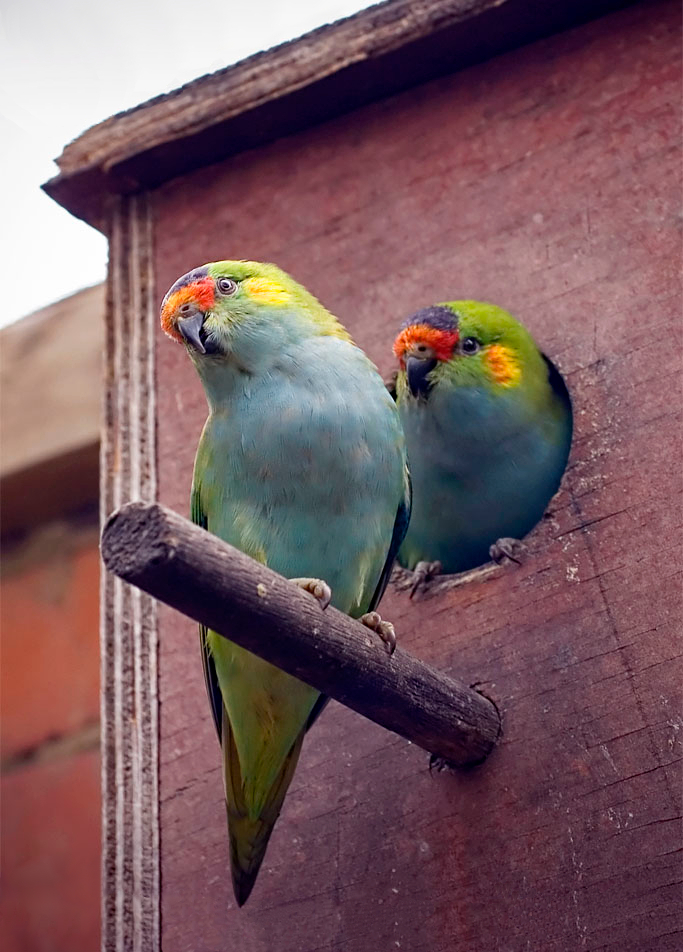
Purpurkronloris

Die Moschusloris (Glossopsitta) sind eine Gattung der Papageien. Zu der Gattung gehören drei eng miteinander verwandte Arten, die alle ausschließlich im Süden Australiens vorkommen. Wie bei vielen Papageien ist die taxonomische Einartung im Umbruch begriffen. Der auf australische Papageien spezialisierte Ornithologe Joseph M. Forshaw hält es für möglich, dass zukünftig Arten der Zierloris bei den Moschusloris eingeordnet werden.

## Merkmale
Moschusloris sind kleine Arten der Loris, einer Gruppe von Papageien, die traditionell als Unterfamilie der Eigentlichen Papageien eingeordnet werden. Wie bei allen Loris ist ihr Schnabel seitlich eingedrückt und die Zunge weist an ihrer Spitze verlängerte Papillen auf. Moschusloris haben ein überwiegend grünes Gefieder. Das bunteste Gefieder weist der Purpurkronlori auf, während beim Moschuslori von Grün abweichende Farbpartien sich auf das Kopfgefieder begrenzen. Allen Arten gemeinsam ist der kurze, keilförmige Schwanz. Der Schnabel ist klein und zart und überwiegend schwarz. Lediglich beim Moschuslori ist die Schnabelspitze korallenrot gefärbt. Alle Arten weisen eine auffällige Schnabelkerbe im Oberschnabel auf. Während beim Moschuslori ein schwach ausgeprägter Geschlechtsdimorphismus vorhanden ist, sind bei Purpurkronlori und Rotmaskenlori die Geschlechter nicht anhand ihrer äußerer Merkmale zu unterscheiden.
Der Moschuslori ist mit einer Körperlänge von 22 Zentimeter der größte der Moschusloris. Die beiden anderen Arten erreichen eine Körperlänge von 15 bis 16 Zentimeter. Der Flug aller Arten ist gradlinig und schnell. Während des Fluges sind schrille, metallisch klingende Kontaktrufe zu hören. Während der Nahrungssuche ist dagegen unaufhörlich ein leises Geplapper zu vernehmen.

## Verbreitungsgebiet
Die Verbreitung der Moschusloris ist auf Australien beschränkt. Der Rotmaskenlori kommt im östlichen und südöstlichen Australien vom Norden Queenslands bis zum Südosten von South Australia vor. Er ist möglicherweise auch auf Tasmanien verbreitet. Das Verbreitungsgebiet des Moschusloris überlappt sich stark mit dem des Rotmaskenloris. Es reicht allerdings weiter nach Westen und reicht bis nach Kangaroo Island. Er kommt definitiv auch auf Tasmanien vor und besiedelt die östliche Hälfte dieser vor der Südküste liegenden Insel. Im Gebiet um Perth sind Moschusloris eingeführt.
Der Purpurkronlori hat ein disjunktes Verbreitungsgebiet. Er kommt sowohl im Südosten Australiens als auch im Südwesten vor. In dem dazwischen liegenden südlichen Zentral-Australien sowie auf Tasmanien fehlt er dagegen. Im Südwesten Australiens ist der Purpurkronlori die einzige Lori-Art.

## Fortpflanzung
Wie für die meisten der Papageien charakteristisch, sind auch Moschusloris Höhlenbrüter. Sie errichten ihr Nest bevorzugt in Bäumen, die unweit von Wasserstellen stehen. In der Regel werden zwei bis vier Eier gelegt. Es brütet allein das Weibchen. Die Brutdauer beträgt 23 Tage. Die Jungvögel sind zwischen dem 40. und 45. Lebenstag vollständig befiedert und verlassen dann die Nisthöhle.

## Arten
- Moschuslori (Glossopsitta concinna)
- Rotmaskenlori (Parvipsitta pusilla)
- Purpurkronlori (Parvipsitta porphyreocephala)

## Belege